# Harzer Roller

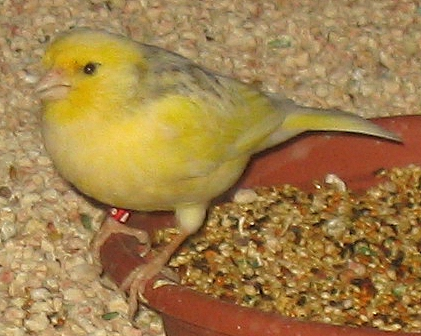
Kanariefågel (Serinus canaria forma domestica)

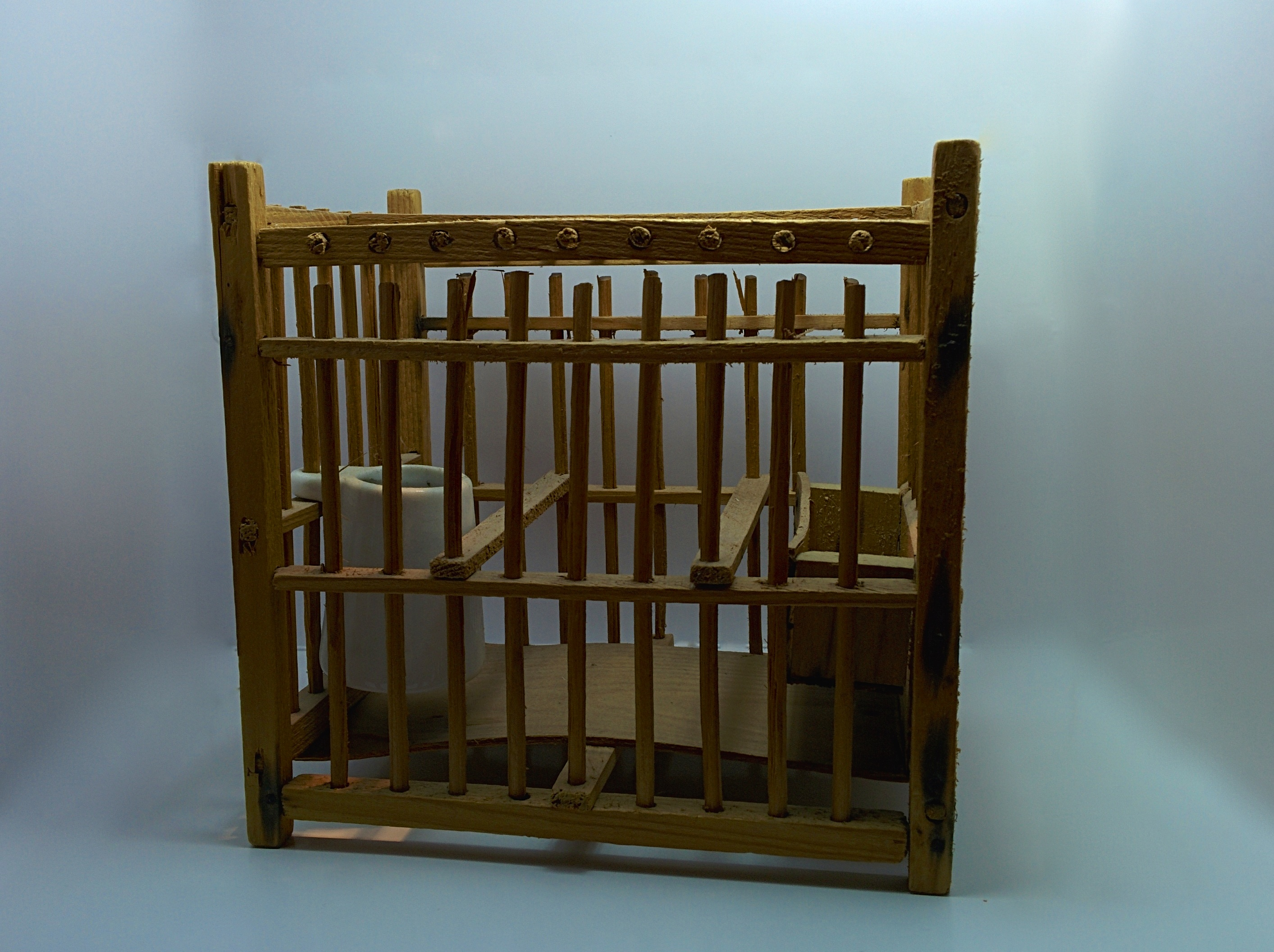

Harzer Roller är en ras av tam kanariefågel som avlades fram i området mellan Lautenthal och Sankt Andreasberg i Harzbergen i Tyskland. Fågeln har framavlats för att få melodiös och behaglig sång och när den framför sången ser näbben ut att vara stängd. Rasen blev populär både i Europa och USA under andra halvan av 1800-talet. 
Sedan 2001 finns ett Harzer Roller museum i Sankt Andreasberg.
Framavlingen, uppfödandet, försäljningen och burtillverkningen var en viktig sidoinkomst för gruvarbetarna i området och spreds redan på 1600-talet över Tyrolen från Italien. Gruvarbetarna var vana att hantera fåglar eftersom de använde burfåglar i gruvgångarna för att se om luften hade tillräckligt god kvalitet för att kunna arbeta i. Fåglar är känsligare för dålig luft så gruvarbetarna kunde se på fåglarna om de försämrades och komma ut i tid. För detta användes dock inte kanariefåglar eftersom dessa var för värdefulla. Istället användes infångade vilda fåglar.